# Victor Thibault
Pour les articles homonymes, voir Thibault.
Victor Thibault est un archer français né le 8 mars 1867 dans le 10e arrondissement de Paris et mort le 3 mai 1941 à Saillans.

## Biographie
Victor Thibault est employé d'administration lorsqu'il contracte en 1886 un engagement volontaire de cinq ans au sein du 1er régiment d'infanterie. Sergent en 1888, il est rendu à la vie civile en 1891.
Lors de son mariage en 1893 à Villemomble, il exerce la profession de marchand de vins.
Victor Thibault participe aux épreuves de tir à l'arc au cordon doré à 33 mètres et au chapelet à 33 mètres lors des Jeux olympiques d'été de 1900 à Paris. Il remporte la médaille d'argent lors de ces deux épreuves.
En 1921, il est domicilié à Pantin où il travaille comme magasinier.